# Cecilia Strada
Cecilia Strada, née le 12 mars 1979 à Milan, est une philanthrope et essayiste italienne, ancienne présidente de l'ONG Emergency.

## Biographie
Fille de Gino Strada et Teresa Sarti Strada (it), Cecilia Strada est diplômée en sociologie de l'Université de Milan-Bicocca avec une thèse soutenue sur les femmes afghanes,. À trente ans, le 21 décembre 2009, elle est élue présidente de l'ONG Emergency succédant sa mère décédée le 1er septembre précédent. Elle occupe ce poste jusqu'en juillet 2017,. En novembre 2017, elle publie La Guerra tra noi chez Rizzoli. Depuis 2018, elle s'occupe principalement du sauvetage en mer en Méditerranée centrale ; depuis 2021, elle est responsable de la communication de l'organisation italienne à but non lucratif ResQ People Saving People.
Engagée au niveau international, elle suit les activités des différents hôpitaux de l'organisation et s'occupe de leurs relations au niveau local, tout en témoignant de son expérience en tant que journaliste dans les médias. Elle soutient la nécessité d'un changement dans les relations internationales et la nécessité de lier le réseau des relations commerciales au respect des droits de l'homme.
En 2018, elle reçoit le Prix National de la Culture de la Paix (it) « pour les multiples activités menées, pour son travail social au sein d'une association, ainsi que pour le travail d'information, de contre-information et de témoignage sur les théâtres de guerre et les solutions possibles à y adopter. Tout cela a permis et permet à beaucoup de comprendre des réalités complexes, d'ouvrir des horizons différents et de créer des espaces d'engagement décisifs pour le progrès de la société »,.
En avril 2024, la secrétaire nationale du Parti Démocrate, Elly Schlein, annonce que Cecilia Strada est candidate et tête de liste aux élections européennes de juin 2024 dans la circonscription du Nord-Ouest,,. Elle est élue députée européenne lors de ce scrutin,,.

### Vie privée
Elle est mariée à Maso Notarianni (it) avec qui elle a un fils. Le 27 juin 2021, elle annonce être bisexuelle,.

## Publications
- Cecilia Strada, La guerra tra noi, Milan, Rizzoli, 2017 (ISBN 978-88-17-09901-1).